# Селниця-Міхолецька
Селниця-Міхолецька (хорв. Selnica Miholečka) — населений пункт у Хорватії, в Копривницько-Крижевецькій жупанії у складі громади Светі-Петар-Ореховець.

## Населення
Населення за даними перепису 2011 року становило 86 осіб.
Динаміка чисельності населення поселення: